# Bücker Flugzeugbau
Bücker-Flugzeugbau GmbH va ser una empresa fabricant d'aeronaus alemanya fundada el 1932. Va ser coneguda sobretot pels seus avions esportius que, posteriorment, van ser utilitzats com avions d'entrenament per la Luftwaffe durant la Segona Guerra Mundial.

## Història
La companyia va ser fundada per Carl Clemens Bücker, que havia servit com a oficial a l'Armada Imperial alemanya durant Primera Guerra Mundial i després va passar alguns anys a Suècia on va fundar la fàbrica Svenska Aero. Amb la venda d'aquest negoci el 1932, Bücker va tornar a la seva Alemanya natal on va obrir la seva nova fàbrica a Johannisthal als afores de Berlín l'any 1934, tot i que, el 1935 es va traslladar a una nova fàbrica mes grossa a Rangsdorf.
Els tres models més reeixits de Bücker van ser el Bücker Bü 131 Jungmann (1934), el Bü 133 Jungmeister (1936) i el Bü 181 Bestmann (1939). A part d'aquests, l'empresa també va construir sota llicència dissenys d'altres fabricants com el Focke-Wulf Fw 44, el DFS 230, i components pel Focke-Wulf Fw 190, Junkers Ju 87, i Henschel Hs 293.
Durant la guerra, Bücker va explotar treballadors forçats. Fins a 500 presoners de la Unió soviètica vivien en un campament de presoners proper en molt males condicions. També va utilitzar presoners de França, Itàlia, i d'altres països.
Al final de Segona Guerra Mundial, les instal·lacions de l'empresa van caure a la zona d'ocupació soviètica, i van ser expropiades. L'exèrcit soviètic va utilitzar les instal·lacions pel manteniment d'avions fins que es van retirar d'Alemanya el 1991.
El Bü 181 es va continuar construint després de la guerra a Txecoslovàquia i a Egipte.

## Aeronaus
- Bücker Bü 131 Jungmann (1934) biplà d'entrenament monomotor biplaça.
- Bücker Bü 133 Jungmeister (1935) biplà d'entrenament avançat monomotor monoplaça.
- Bücker Bü 134 prototiups de monoplà.
- Bücker Bü 180 Student (1937) monoplà d'entrenament d'ala baixa, monomotor, biplaça.
- Bücker Bü 181 Bestmann (1939) monoplà d'entrenament d'ala baixa, monomotor, biplaça.
- Bücker Bü 182 Kornett